# Emponas
Emponas (grec : Έμπωνας), parfois transcrit Embonas, est un village de montagne de Grèce, siège du district municipal d'Attavyros, sur l'île de Rhodes en Égée-Méridionale.
En 2001, la population était de 1 451 habitants, dont 1 126 dans le village proprement-dit et 235 dans la localité de Mandriko (Μανδρικό).

## Situation

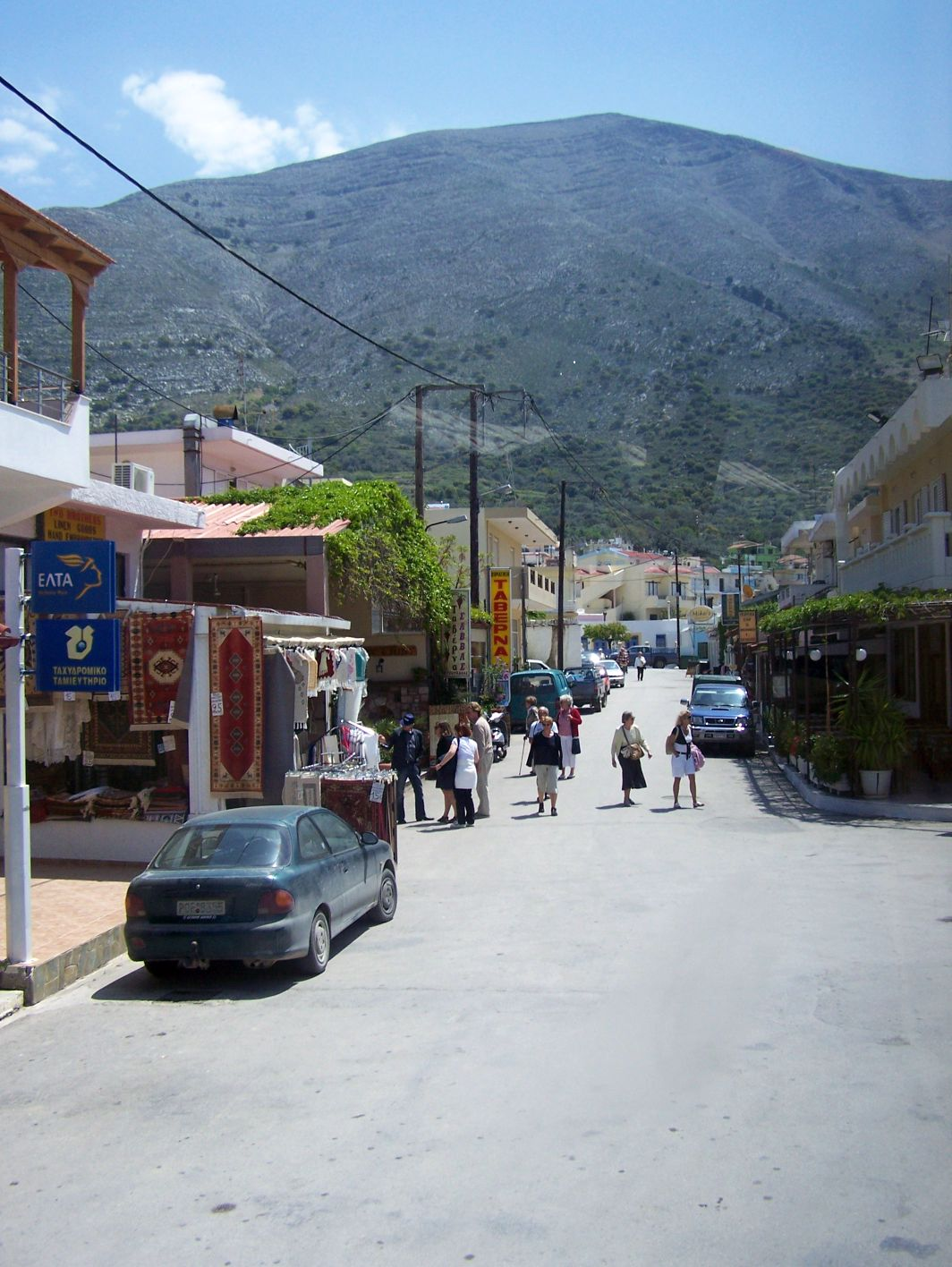
La rue principale.

Le village est à 51 kilomètres de la ville de Rhodes (par la côte ouest), à environ 51 kilomètres de l'ancienne Lindos et à 39 kilomètres de l'aéroport Rhodes Diagoras.
Il est situé sur le versant nord-est du mont Attavyros, une montagne rocheuse grise, la plus élevée de l'île, de 1 215 mètres de hauteur. À son sommet subsistent les vestiges d’un sanctuaire dédié à Zeus.

## Activités
Le village est le centre de l'industrie du vin sur Rhodes. Il doit sa réputation au cépage blanc Athiri (en) cultivé en terrasses sur les coteaux ouest de l'Attavyros (vinifié en sec ou en effervescent).
Des plantations de tabac et de fruits et des oliveraies viennent compléter la production locale.
Les tavernes qui proposent des spectacles de danses folkloriques attirent un important tourisme de masse.

## Culture locale et patrimoine

### Monuments et lieux touristiques
- L'église principale est dédiée à la Dormition de la Vierge dont la fête est célébrée le 15 août.
- Monument de la déesse Niké sur la place principale.

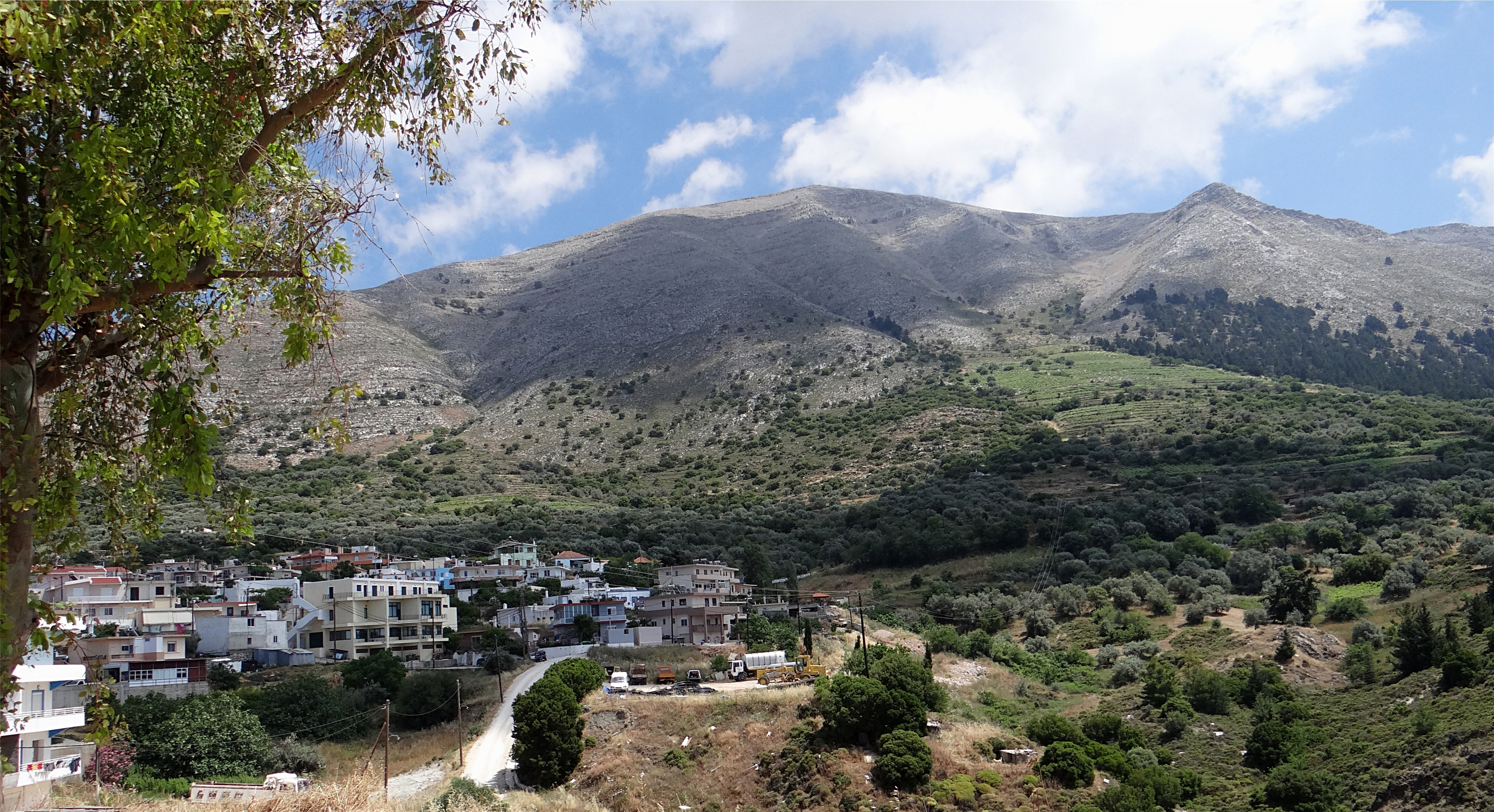
Le mont Attavyros vu du village